# Setmana Catalana de Ciclisme
Die Setmana Catalana de Ciclisme (spanisch: Semana Catalana, deutsch: Katalanische Woche) war ein katalanisches Straßenradrennen.
Das Etappenrennen wurde jährlich zwischen 1963 und 2005 ausgetragen, mit Ausnahme von 1980. Die ersten fünf Austragungen von 1963 bis 1967 fanden dabei unter dem Namen Challenge Drink statt. Zum Zeitpunkt der Einführung der UCI Europe Tour im Jahre 2005 war das Rennen Teil dieser Rennserie und in die höchste Kategorie 2.HC eingestuft. Für das Jahr 2006 war eine Austragung geplant, die jedoch abgesagt wurde, da der Etat nicht abgedeckt werden konnte. Auch in den darauf folgenden Jahren fand keine Austragung der Rundfahrt statt.
Fünf Fahrer konnten die Setmana Catalana de Ciclisme zwei Mal für sich entscheiden: Michael Boogerd, Laurent Jalabert, Alex Zülle, Eddy Merckx und Luis Ocaña Pernía. José Pérez Francés siegte zweifach bei der Rundfahrt unter dem Namen Challenge Drink.

## Sieger
| Jahr                                                                         | Sieger                      | Zweiter                        | Dritter                  |
| ---------------------------------------------------------------------------- | --------------------------- | ------------------------------ | ------------------------ |
| Challenge Drink                                                              |                             |                                |                          |
| 1963                                                                         | José Pérez Francés          | Antonio Suárez                 | Fernando Manzaneque      |
| 1964                                                                         | José Pérez Francés          | José Segú                      | Eusebio Vélez            |
| 1965                                                                         | José Luis Talamillo         | Antonio Bertrán                | Gregorio San Miguel      |
| 1966                                                                         | José Manuel López Rodríguez | Antonio Gómez del Moral        | José Manuel Lasa         |
| 1967                                                                         | Txomin Perurena             | Jaime Alomar                   | José Pérez Francés       |
| Setmana Catalana de Ciclisme                                                 |                             |                                |                          |
| 1968                                                                         | Mariano Díaz                | Luis Pedro Santamarina         | Eusebio Vélez            |
| 1969                                                                         | Luis Ocaña                  | José Antonio González Linares  | Dino Zandegù             |
| 1970                                                                         | Italo Zilioli               | Raymond Poulidor               | Luis Ocaña               |
| 1971                                                                         | Raymond Poulidor            | Gösta Pettersson               | Luis Ocaña               |
| 1972                                                                         | Miguel María Lasa           | Raymond Poulidor               | Jesús Manzaneque         |
| 1973                                                                         | Luis Ocaña                  | Eddy Merckx                    | Herman Van Springel      |
| 1974                                                                         | Joop Zoetemelk              | Eddy Merckx                    | Joaquim Agostinho        |
| 1975                                                                         | Eddy Merckx                 | Luis Ocaña                     | Joop Zoetemelk           |
| 1976                                                                         | Eddy Merckx                 | Gonzalo Aja                    | Giuseppe Perletto        |
| 1977                                                                         | Freddy Maertens             | Joseph Bruyère                 | Michel Pollentier        |
| 1978                                                                         | José Enrique Cima           | Miguel María Lasa              | Pedro Vilardebo          |
| 1979                                                                         | Claude Criquielion          | Faustino Rupérez               | Felipe Yáñez             |
| 1981                                                                         | Sven-Åke Nilsson            | Vicente Belda                  | Alberto Fernández Blanco |
| 1980 Das Rennen wurde vermutlich aus finanziellen Gründen nicht ausgetragen. |                             |                                |                          |
| 1982                                                                         | Jostein Wilmann             | Theo de Rooij                  | Tommy Prim               |
| 1983                                                                         | Alberto Fernández Blanco    | Faustino Rupérez               | Reimund Dietzen          |
| 1984                                                                         | Phil Anderson               | Reimund Dietzen                | Eduardo Chozas Olmo      |
| 1985                                                                         | José Recio                  | Phil Anderson                  | Felipe Yáñez             |
| 1986                                                                         | Felipe Yáñez                | Jean-Claude Bagot              | Guido Winterberg         |
| 1987                                                                         | Vicente Belda               | Peter Hilse                    | Miguel Indurain          |
| 1988                                                                         | Sean Kelly                  | Anselmo Fuerte                 | Iñaki Gastón             |
| 1989                                                                         | Reimund Dietzen             | Pedro Delgado                  | Pedro Saúl Morales       |
| 1990                                                                         | Iñaki Gastón                | Tony Rominger                  | Raúl Alcalá              |
| 1991                                                                         | Stephen Roche               | Anselmo Fuerte                 | Joaquim Llach Ramisa     |
| 1992                                                                         | Alex Zülle                  | Iñaki Gastón                   | Raúl Alcalá              |
| 1993                                                                         | Pedro Delgado               | Laudelino Cubino               | Laurent Dufaux           |
| 1994                                                                         | Stefano Della Santa         | Laurent Dufaux                 | Andrew Hampsten          |
| 1995                                                                         | Francesco Frattini          | Alex Zülle                     | Aitor Garmendia          |
| 1996                                                                         | Alex Zülle                  | Íñigo Cuesta                   | Francesco Casagrande     |
| 1997                                                                         | Juan Carlos Domínguez       | Alex Zülle                     | Wjatscheslaw Jekimow     |
| 1998                                                                         | Michael Boogerd             | Laurent Jalabert               | Alex Zülle               |
| 1999                                                                         | Laurent Jalabert            | Michael Boogerd                | Wladimir Belli           |
| 2000                                                                         | Laurent Jalabert            | Javier Pascual                 | Giuseppe Di Grande       |
| 2001                                                                         | Michael Boogerd             | Danilo Di Luca                 | Manuel Beltrán           |
| 2002                                                                         | Juan Miguel Mercado         | Giuseppe Guerini               | Serhij Hontschar         |
| 2003                                                                         | Dario Frigo                 | Josep Jufré                    | David Latasa             |
| 2004                                                                         | Joaquim Rodríguez           | Miguel Ángel Martín Perdiguero | Josep Jufré              |
| 2005                                                                         | Alberto Contador            | David Bernabéu                 | Pedro Arreitunandia      |